# Акіль Хан
Акіль Хан (нар. 30 січня 1980) — колишній пакистанський тенісист.
Найвищу одиночну позицію світового рейтингу — 349 місце досяг 4 жовтня 2004, парну — 613 місце — 29 серпня 2005 року.

## Титули в одиночному розряді
| Легенда (одиночний розряд) |
| Великий шлем (0)           |
| Tennis Masters Cup (0)     |
| Серія Мастерс ATP (0)      |
| Тур ATP (0)                |
| Челленджери (0)            |
| Ф'ючерси і сателіти (7)    |

| Ранг | Дата            | Турнір     | Покриття | Суперник у фіналі      | Рахунок          |
| 1.   | 15 серпня 2004  | Ісламабад  | Ґрунт    | Сакаї Тосіакі          | 7–6(3), 7–6(5)   |
| 2.   | 22 серпня 2004  | Лахор      | Трава    | Сакаї Тосіакі          | 1–6, 6–4, 6–3    |
| 3.   | 5 вересня 2004  | Карачі     | Тверде   | Томмазо Санна          | 6–3, 6–4         |
| 4.   | 12 вересня 2004 | Гайдарабад | Тверде   | Лю Тайвей              | 6–7(5), 6–1, 6–1 |
| 5.   | 20 серпня 2006  | Делі       | Тверде   | Равішанкар Патханджалі | 7–6(7), 6–4      |
| 6.   | 12 серпня 2007  | Лудгіана   | Тверде   | Адітья Мадкекар        | 6–3, 7–6(5)      |
| 7.   | 29 жовтня 2007  | Лахор      | Трава    | Дівідж Шаран           | 4–6, 6–3, 6–4    |

## Одиночний розряд поразка
| Легенда (одиночний розряд) |
| Великий шлем (0)           |
| Tennis Masters Cup (0)     |
| Серія Мастерс ATP (0)      |
| Тур ATP (0)                |
| Челленджери (0)            |
| Ф'ючерси і сателіти (5)    |

| Ранг | Дата           | Турнір    | Покриття | Суперник у фіналі | Рахунок       |
| 1.   | 28 червня 2004 | Ґурґаон   | Тверде   | Норікадзу Суґіяма | 6–1, 3–6, 4–6 |
| 2.   | 16 серпня 2004 | Лахор     | Трава    | Сакаї Тосіакі     | 4–6, 6–7      |
| 3.   | 17 серпня 2006 | Делі      | Тверде   | Юрій Безерук      | 6–7, 2–6      |
| 4.   | 28 серпня 2006 | Делі      | Тверде   | Дівідж Шаран      | 5–7, 4–6      |
| 5.   | 8 вересня 2008 | New Delhi | Тверде   | Петер Гойовчик    | 1–6, 6–7      |

## Парний розряд титули
| Легенда (парний розряд) |
| Великий шлем (0)        |
| Tennis Masters Cup (0)  |
| Серія Мастерс ATP (0)   |
| Тур ATP (0)             |
| Челленджери (0)         |
| Ф'ючерси і сателіти (2) |

| Ранг | Дата           | Турнір | Покриття | Партнер       | Суперники у фіналі             | Рахунок     |
| 1.   | 5 вересня 2004 | Карачі | Тверде   | Віджай Каннан | Джако Метью і Ацуфумі Йосікава | 7–6(5), 6–4 |
| 2.   | 3 вересня 2006 | Делі   | Тверде   | Вішал Пунна   | Дівідж Шаран і Навдіп Сінгх    | 6–3, 6–4    |

## Парний розряд поразка
| Легенда (парний розряд) |
| Великий шлем (0)        |
| Tennis Masters Cup (0)  |
| Серія Мастерс ATP (0)   |
| Тур ATP (0)             |
| Челленджери (0)         |
| Ф'ючерси і сателіти (7) |

| Ранг | Дата           | Турнір       | Покриття | Партнер             | Суперники у фіналі               | Рахунок         |
| 1.   | 16 серпня 2004 | Лахор        | Трава    | Віджай Каннан       | Мірко Пегар і Сакаї Тосіакі      | 4–6, 6–7        |
| 2.   | 16 серпня 2004 | Лахор        | Трава    | Віджай Каннан       | Мірко Пегар і Сакаї Тосіакі      | 2–6, 4–6        |
| 3.   | 8 серпня 2005  | Тегеран      | Ґрунт    | Асаф Шафік          | Бенжамен Бальре і Клеман Морель  | 2–6, 5–7        |
| 4.   | 15 серпня 2005 | Тегеран      | Ґрунт    | Асаф Шафік          | Ануша Шагголі і Ашкан Шокуфіль   | 4–6, 4–6        |
| 5.   | 29 жовтня 2007 | Лахор        | Трава    | Суніл-Кумар Сіпаева | Харшана Годаманне і Барт Ґовартс | 4–6, 6–3 [6–10] |
| 6.   | 27 жовтня 2008 | Лахор        | Тверде   | Суніл-Кумар Сіпаева | Hyun-Soo Lim і Рупеш Рой         | 7–6, 4–6 [6–10] |
| 7.   | 29 червня 2009 | Куала-Лумпур | Тверде   | Сі Єв Мінґ          | Ян Цзунхуа і Юй Сіньюань         | 6–7, 3–6        |

## Інші фінали за кар'єру

### Парний розряд
| Результат | Ранг | Дата           | Турнір                                                  | Покриття | Партнер              | Суперники у фіналі        | Рахунок у фіналі |
| --------- | ---- | -------------- | ------------------------------------------------------- | -------- | -------------------- | ------------------------- | ---------------- |
| Перемога  | 1.   | 19 квітня 2005 | Ісламські ігри солідарності, Ет-Таїф, Саудівська Аравія | Тверде   | Айсам-уль-Хак Куреші | Пріма Сімпатьяджі Суванді | 7–6, 7–6         |